# Malajnica
Malajnica es un pueblo ubicado en la municipalidad de Negotin, en el distrito de Bor, Serbia.

## Superficie
Posee una superficie de 19,01 kilómetros cuadrados.

## Demografía
Hasta 2011 la población era de 481 habitantes, con una densidad de población de 25,30 habitantes por kilómetro cuadrado.